# Il Balletto di Bronzo
Il Balletto di Bronzo – włoski zespół, powstały w 1966 roku w Neapolu, grający rock progresywny i psychodeliczny. Wydał dwa albumy Sirio 2222 w roku 1970 i Ys w 1971. Początkowo zespół tworzyli Marco Cecioni (śpiew, gitara), Lino Ajello (gitara), Michele Cupaiuolo (gitara basowa) oraz Giancarlo Stinga (perkusja). Jednak już w 1971 roku Cecioni i Cupaiuolo opuścili zespół, a ich miejsce zajęli Gianni Leone (śpiew, instrumenty klawiszowe) oraz Vito Manzari (gitara basowa).
W 1973 roku zespół zawiesił działalność, reaktywując się po ponad ćwierćwieczu już jako trio - Romolo Amichi, Giani Leone, Ugo Vantini, wydając płytę Trys.

## Skład zespołu
- Romolo Amichi
- Giani Leone - śpiew, instrumenty klawiszowe
- Ugo Vantini

## Dyskografia
- Sirio 2222 (1970)
- Ys (1971)
- Trys (1999)